# Berardo da Teramo
Berardo da Pagliara, noto come Berardo da Teramo (Pagliara, seconda metà XI secolo – Teramo, 19 dicembre 1122), è stato un vescovo cattolico italiano.
È venerato come santo dalla Chiesa cattolica ed è patrono della città e della diocesi di Teramo-Atri.

## Biografia

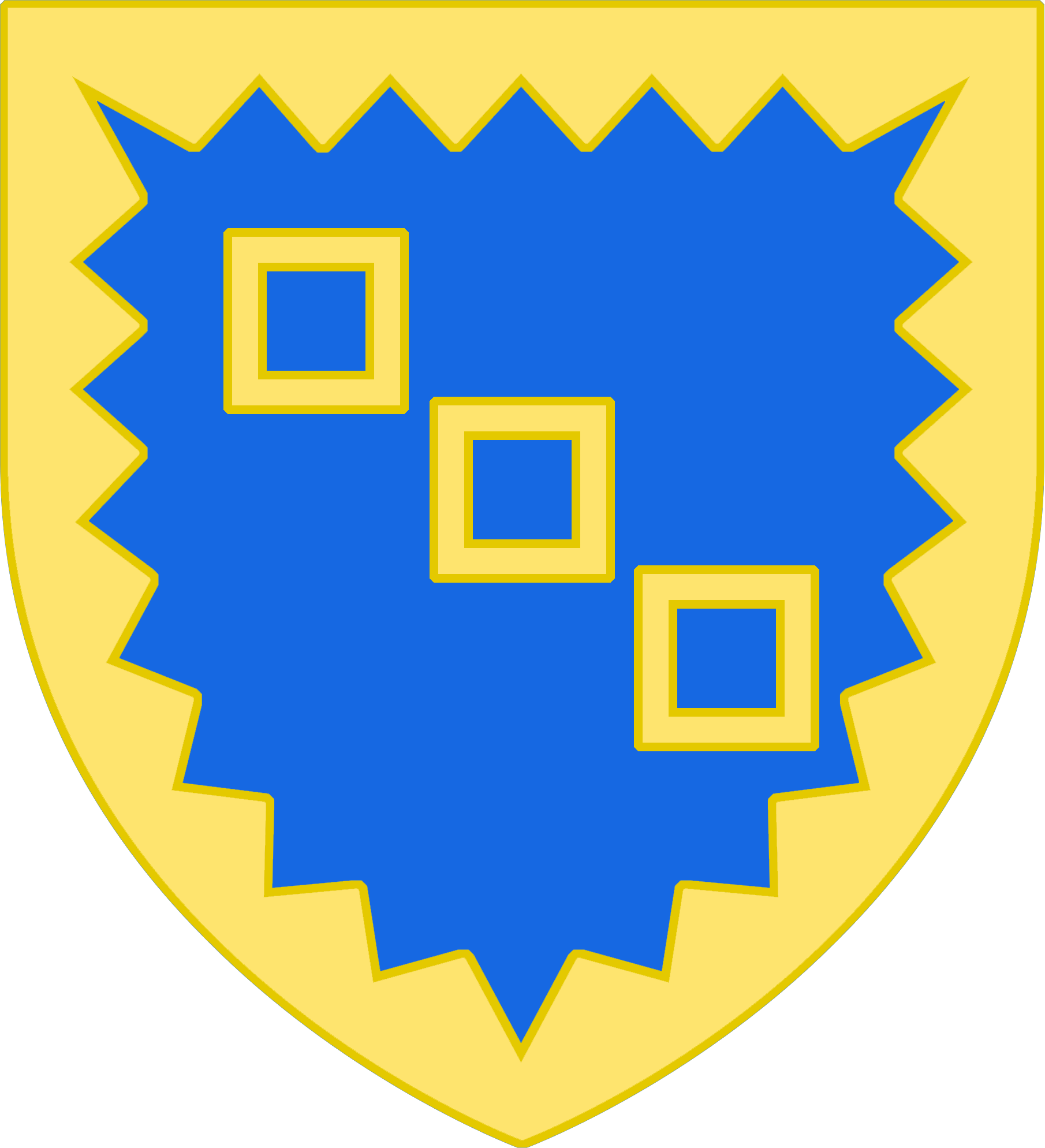
Stemma della famiglia Pagliara, cui Berardo apparteneva

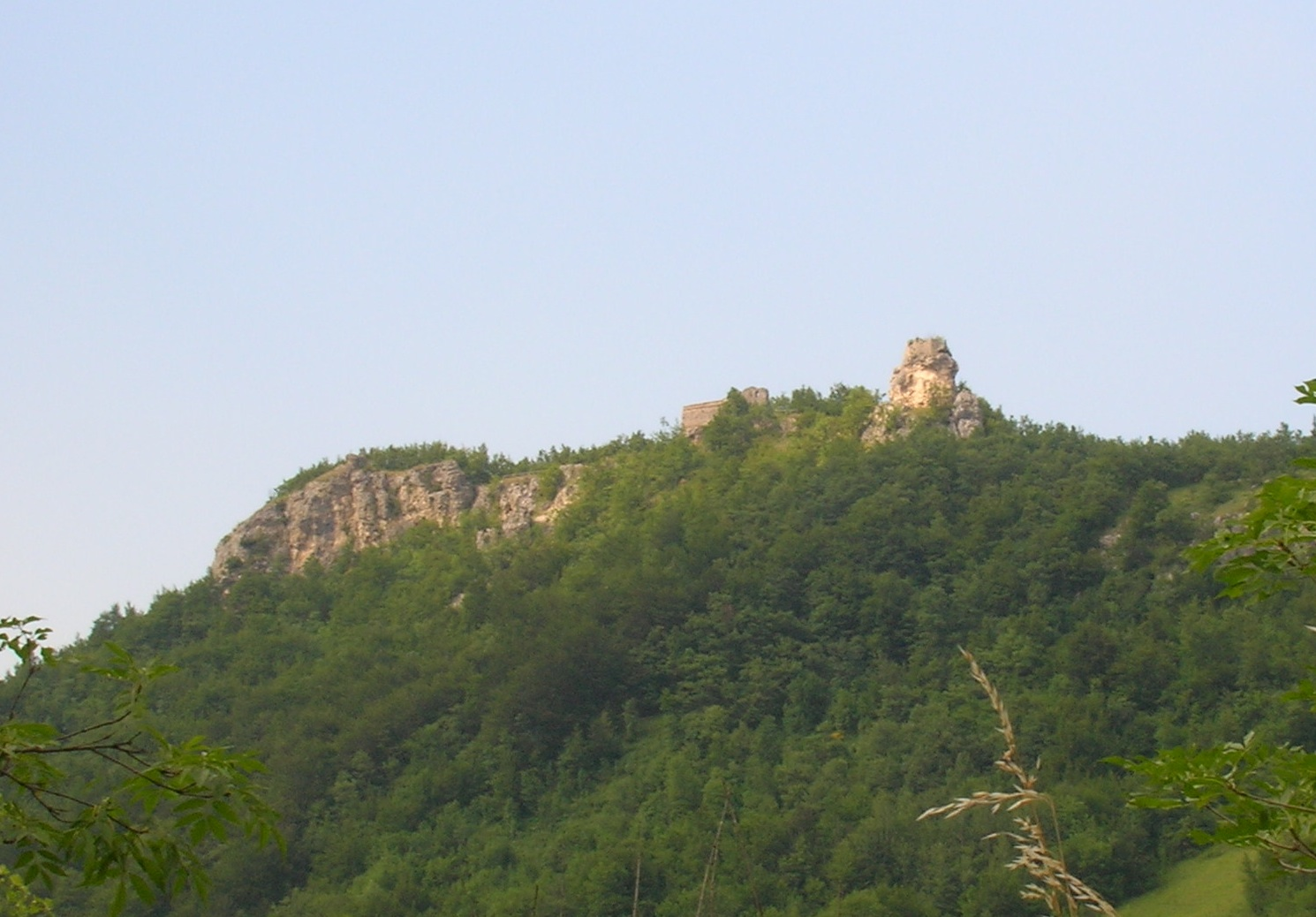
Veduta dei resti del Castello di Pagliara, ubicato nei pressi di Isola del Gran Sasso d'Italia

Nacque nella seconda metà dell'XI secolo dalla famiglia nobile dei Pagliara, nell'omonimo castello ubicato nei pressi di Isola del Gran Sasso d'Italia. Alcuni dati essenziali sulla sua vita, come la donazione dei beni personali alla Chiesa, l'inizio del mandato episcopale e la data della morte, si trovano documentate nel Cartulario della Chiesa Aprutina. Parlano inoltre di lui tre cronache, la più lunga delle quali è attribuita al vescovo Michele Sassone, suo successore, e viene proclamata dai canonici della cattedrale il giorno della festa del santo (19 dicembre). Le notizie pervenute riferiscono del suo ingresso sin da giovane nell'abbazia di Montecassino e del suo successivo passaggio all'abbazia di San Giovanni in Venere. Si sa poi che alla morte del vescovo Uberto, in virtù della fama di santità che lo accompagnava, fu chiamato a succedergli come pastore della Chiesa aprutina. Rivestì tale incarico per sette anni a partire dal 1116, indirizzando la propria attività al soccorso dei poveri e alla pacificazione dei contrasti esistenti tra le fazioni cittadine.

## Culto
La festa di San Berardo si celebra il 19 dicembre, giorno della ricorrenza della sua morte (il dies natalis).
Da ricordare l'usanza, più volte ripresa e abbandonata e oggi ripristinata, da parte delle autorità municipali cittadine, di offrire annualmente un cero in onore del santo. Nel giorno della solennità di San Berardo, durante la messa officiata dal vescovo, il sindaco offre al santo un cero, omaggio della comunità teramana da sempre devota al suo patrono. È particolarmente suggestiva l'esecuzione, durante la cerimonia, del Responsorio di San Berardo, scritto da Nicola Dati, maestro di cappella della cattedrale di Teramo. Si tratta di un brano che viene recitato una sola volta all'anno, dedicato al santo e alla città di Teramo.
(Nicola Dati)
Al termine della cerimonia, il vescovo, sul sagrato della cattedrale, benedice la città con le reliquie del patrono (busto e braccio).

### Reliquie

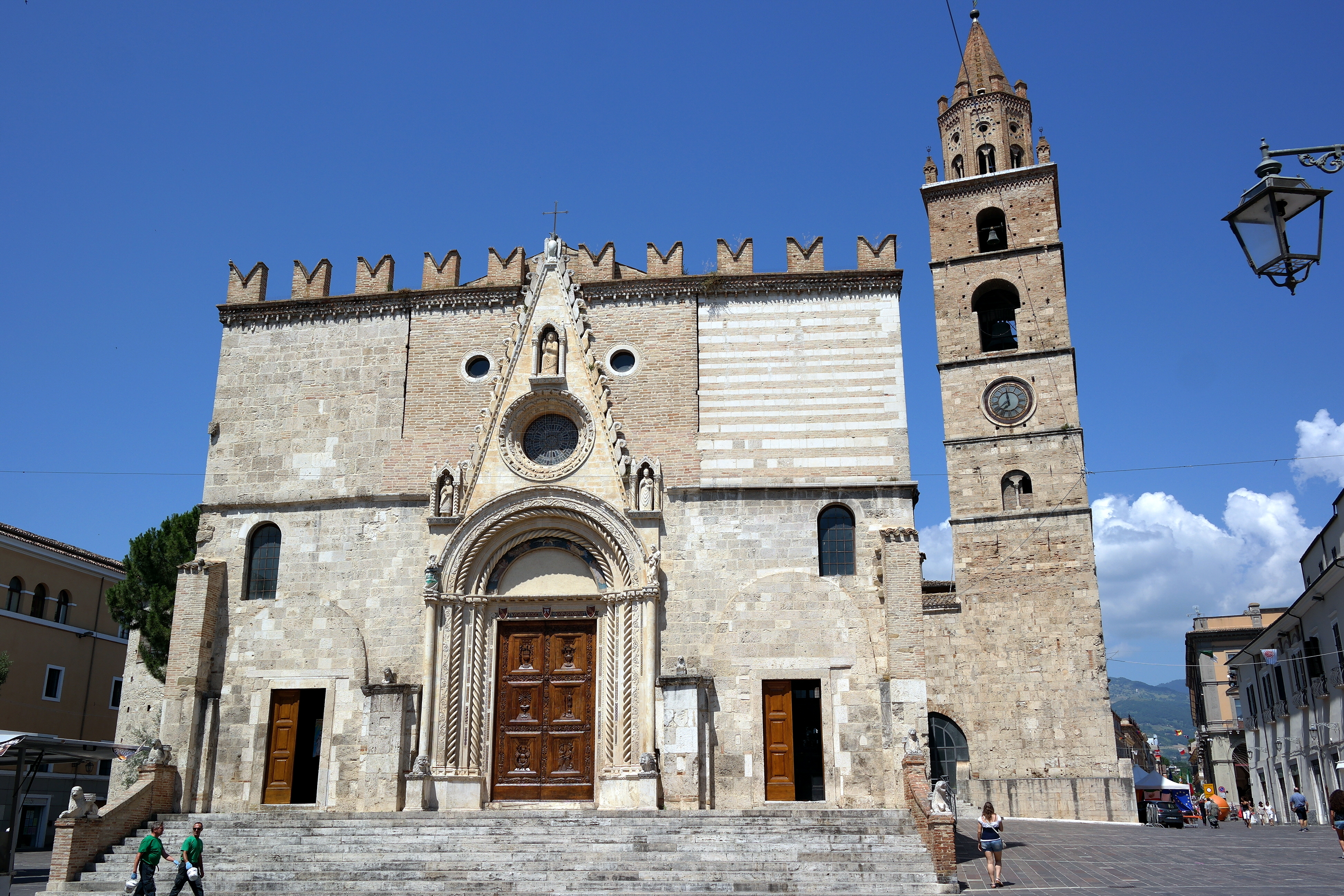
Il Duomo di Teramo, dedicato a Santa Maria Assunta

Le sue spoglie furono sepolte a Teramo, nell'antica cattedrale, all'interno della cappella oggi intitolata a Sant'Anna, cappella che fu tra i pochissimi edifici risparmiati dall'incendio che nel 1156 distrusse la città ad opera, sembra, dell'esercito normanno comandato da Roberto di Loritello.
Intorno al 1174, su iniziativa del vescovo Attone, il corpo del santo fu trasferito nella nuova cattedrale, prima all'interno della cripta dove rimase per seicento anni e quindi, nel 1776, definitivamente sistemato nella cappella fatta erigere in suo onore a spese dei teramani e inaugurata al tempo del vescovo Pirelli.
Attualmente il corpo di San Berardo è custodito nella tomba che si trova nell'altare della suddetta cappella all'interno della basilica cattedrale. L'ultima ricognizione della tomba fu effettuata al tempo dell'episcopato di monsignor Giovanni Micozzi. Fanno eccezione due sole parti del corpo del santo, custodite all'interno dei due reliquiari d'argento, il "braccio benediciente" (XVII secolo) e il busto (XVI secolo), conservati in una cassetta di sicurezza ed esposti al pubblico in occasione della festa del santo.

### Iconografia
Al santo sono attribuiti numerosi miracoli in relazione ai quali si è sviluppata tutta la sua iconografia. Una statua in pietra che lo raffigura e che un tempo sovrastava la cripta come signaculum del corpo ivi conservato, è ubicata sulla sommità della cappella dedicata al santo. All'interno della sacrestia raffigurano San Berardo la pala d'altare del pittore polacco Sebastiano Majeski (XVII secolo), dal titolo I miracoli di San Berardo, la tela del pittore Giuseppe Bonolis raffigurante La liberazione della città di Teramo dall'assedio del duca di Atri ad opera della Vergine Maria e di San Berardo e numerose altre raffigurazioni. Cospicua e varia è la raccolta di incisioni e stampe votive prodotte nel corso degli anni e ricostruibile sulla base della voce Berardo da Pagliara, redatta da Raffaele Aurini nel 1973 e che a tutt'oggi rappresenta il più completo corpus bibliografico ed iconografico esistente.